# Pandas dans la brume
Pandas dans la brume est l'adaptation en animation de la bande dessinée du dessinateur Tignous. 
Les histoires, drôles et décapantes parlent de l'histoire de ces 1600 derniers pandas dans leur forêt de bambous, prêts à tout, parfois à des mauvais choix, pour survivre alors que leur espèce décline inexorablement.
Le leitmotiv de la série : « Il ne reste que 1 600 pandas mais ils font tout et n’importe quoi pour s’en sortir ».

## Création
En 2010, Tignous, caricaturiste, contribuait à sa façon à la protection des pandas, une espèce largement menacée (1 600 dans la nature, essentiellement en Chine en 2010). Avec le soutien du WWF (dont ce plantigrade le panda est l’emblème), le dessinateur sortait l’album « Pandas dans la brume » (Ed. Glénat) qui parodiait en même temps le film Gorilles dans la brume avec Sigourney Weaver.
Le principe de cet album : des pandas s’interrogent sur leur condition alors qu’un industriel chinois s’apprête à détruire la forêt de bambous dans laquelle ils vivent. 
C’est un ancien maquettiste du journal, Thierry Garance, qui a décidé de faire vivre le projet initié par le dessinateur : créer une série animée à partir de sa BD Pandas dans la brume. Avec Juan Rodriguez, ils sont les auteurs de cette mini-série TV. Le scénario et les dialogues sont assurés par François Rollin qui prête aussi sa voix avec d’autres personnalités.
Un premier pilote est réalisé en 2013 par Lucille Duchemin et Serge Élissalde, mais est refusé, selon Thierry Garance, parce que l'on ne reconnaît pas le trait du dessinateur.
C’est à Saint-Malo, dans le studio o2o, que le premier épisode a été fabriqué et dans son atelier de Saint-Lormel que Thierry Garance a travaillé pour retrouver l’esprit et le trait si particulier de Tignous.
L’animation a commencé sa diffusion à l'occasion de l'anniversaire des attentats de Paris de janvier 2015 où 17 personnes ont trouvé la mort, dont le créateur, Tignous et des membres de Charlie Hebdo abattus le 7 janvier. 
Le premier épisode de Pandas dans la brume est diffusé samedi 9 janvier à 23 h 35 sur France 2 dans l'émission On n'est pas couché de Laurent Ruquier, puis à partir de juin 2016 sur France 5.

## Fiche Technique
- Titre original : Pandas dans la brume
- Réalisation : Juan Rodriguez, Thierry Garance
- Animation : Studio Les Affranchis (France), studio Squarefish (Belgique)
- Technique d’animation: animation 2D
- Musique : Tryo
- Sound disgn : ordoeuvre
- Production : Florent Guimberteau, Clément Tréboux, Valentin Grégoire
- Sociétés de production : Melting Productions (FR), Bip TV, Vivi film (BE)
- Avec la participation : CNC, Région Occitanie (région administrative), région Centre Val de Loire
- Pays d'origine :  France
- Genre : Humour
- Format : Série (2 saisons)
- Durée : 2 à 3 minutes
- Scénarios: Juan Rodriguez, Thierry Garance, François Rollin, François Morel, Guillaume Meurice, Charline Vanhoenacker, Christophe Alévêque, Sophia Aram

Date de sortie : janvier 2016 (saison 1) - janvier 2019 (saison 2)
La série est produite par Melting Productions qui avait déjà collaboré avec Charb, collègue de Tignous pour la web série d'animation Maurice et Patapon, déjà réalisée par Juan Rodriguez et Thierry Garance.
Elle est originellement constituée de 15 épisodes courts d’environ deux minutes chacun sans numérotation particulière. Toujours à partir du 7 janvier 2019, France 5 diffuse la deuxième saison inédite de Pandas dans la brume, comptant 30 nouveaux épisodes tournés à Bruxelles.

## Distribution
Avec les voix de :
- François Rollin
- Thomas Chabrol
- Alexandre Astier
- Sophia Aram
- Logan Decarvalho
- Tatiana Djordjevic
- Mélodie Orru
- Olivier Pruniaux
- Thomas Sagols
- Arnaud Tsamère
- Vincent Dedienne
- Robin Causse

## Personnages
La tribu des Pandas compte 9 membres, les personnages de Tignous.
- Jean-Thibault, le candidat leader
- Marie-Marie, la séductrice
- Pierre-Eustache, le scientifique
- Marie-Geneviève, la vieille radoteuse
- Paul-Henri, le teigneux
- Jacques-Etienne, le jeune turbulent
- Marie-Louise, la BCBG
- Louis-Georges, le rival de Jean-Thibault
- François-Luc, le benêt

## Saisons et épisodes

### Saison 1 (2016) – 15 épisodes
1. Cohésion
2. Baptême
3. Zone rouge
4. Reproduction
5. Hongrois
6. Sport
7. Revisiter
8. Roux
9. Monochrome
10. Yoga
11. Dépliant
12. Sacrés pandas

### Saison 2 (2018-2019) – 30 épisodes
1. Carnivores
2. Chercher conflit
3. Grand départ
4. Exoplanète
5. Fatalisme
6. Thon rouge
7. Planques
8. Psilos
9. Philo
10. Artisanat
11. Vidéo conférence
12. Changement de statue
13. Be polaire
14. Cohésion paritaire

## Commentaires
Pandas dans la brume est un mélange de satire de notre société industrielle, de la connexion permanente, de dialogues hilarants. Le tout illustre un groupe résigné et combatif, entre réalisme et rêverie, qui espère sauver son espèce de l’extinction. Que celle-ci vienne de l’extérieur ou du groupe lui-même.
Dans l’humour et un total décalage, la tribu de pandas dévoile les contradictions de notre propre monde face à aux préoccupations écologiques et environnementales. 
Pandas dans la brume parle de déforestation, des excès humains (consommation, tourisme de masse, contradictions…), de politique et plus généralement d’écologie.

## Palmarès
Deuxième prix du meilleur court-métrage d´animation/comédie au North Bay Art and Film Festival (États-Unis, 2017) pour l’épisode « Dépliant » de la saison 1.
Sélections :
- AAB International Film Festival (Inde, 2017) ;
- Festival Nature et Protection environnementale de Gödöllo (Hongrie, 2017) ;
- Festival Cinemambiente de Turin (Italie, 2017).